# Rio Peritoró
O rio Peritoró é um curso d'água localizado no Maranhão.
Nasce em Capinzal do Norte, atravessando os municípios de: Peritoró, Alto Alegre do Maranhão, Coroatá, Cantanhede e Pirapemas, desaguando na margem esquerda do rio Itapecuru, após um percurso de aproximadamente 120 km.